# Pteronemobius nitidus
Pteronemobius nitidus är en insektsart som först beskrevs av Bolívar, I. 1901.  Pteronemobius nitidus ingår i släktet Pteronemobius och familjen syrsor. Inga underarter finns listade i Catalogue of Life.